# NGC 3964
NGC 3964 este o liner situată în constelația Leul. A fost descoperită în 30 martie 1827 de către John Herschel. Se află la o distanță de 123,65 de megaparseci de Pământ.